# Kwaliteitszorg
Kwaliteitszorg (in het Engels quality assurance of QA) is een verzamelbegrip voor verschillende benaderingen en maatregelen om gespecificeerde kwaliteitseisen te waarborgen. Dit wordt ook wel kwaliteitsborging genaamd. 

## Beschrijving
Het beschrijft de nodige inspanningen die worden gedaan om ervoor te zorgen dat het product of de dienst die aan de klant wordt geleverd voldoet aan de contractuele en andere overeengekomen prestaties, ontwerp, betrouwbaarheid en verwachtingen.
Het doel van kwaliteitszorg is het voorkomen van fouten en defecten in de ontwikkeling en productie van zowel gefabriceerde producten, zoals auto's en sportschoenen, als geleverde diensten, zoals autoreparatie en het ontwerpen van sportschoenen.
De ISO 9000 definieert het als dat "deel van kwaliteitsmanagement gericht op het bieden van vertrouwen zodat aan de kwaliteitseisen wordt voldaan".

## Middelen voor kwaliteitszorg
Enkele middelen die ingezet kunnen worden zijn:
OptimalisatiecyclusMeten van de huidige situatie, een verbetering doorvoeren, meten van die verandering, en ten slotte het documenteren van de gewijzigde procedure.
AuditingHet controleren of onderzoeken van een organisatie.
MissieIn een missie beschrijft een organisatie een bepaalde werkwijze of visie die zij nastreeft.
ProcesbeschrijvingDocumenteert alle procedures en onderdelen daarvan die regelmatig worden uitgevoerd.
Balanced scorecardVoornamelijk voor dynamische kwaliteitszorg. Met dit middel wordt bepaald welke verandermaatregelen tegen welke kosten en op welk moment kunnen worden doorgevoerd.